# Lophuromys rahmi
Lophuromys rahmi — вид гризунів родини мишевих (Muridae). Зустрічається в Демократичній Республіці Конго, Руанді та Уганді. Його природне місце проживання - субтропічні або тропічні вологі гірські ліси. Йому загрожує втрата середовища проживання.